# 小行星1932
小行星1932（1932 Jansky）是一颗围绕太阳公转的小行星。1971年10月26日，盧波什·科胡特克在汉堡发现了此天体。
該小行星以美國無線電工程師卡爾·央斯基命名。
这颗小行星的绝对星等为303.4906887753002等。